# Stathmopoda maisongrossiella
Stathmopoda maisongrossiella is een vlinder uit de familie Stathmopodidae. De wetenschappelijke naam van de soort is voor het eerst geldig gepubliceerd in 1954 door Viette.